# المنتقم (فلم)
المنتقم فيلم مصري تم إنتاجه عام 1947، من تأليف إبراهيم عبود وصلاح أبو سيف ونجيب محفوظ والسيد بدير إخراج صلاح أبو سيف وبطولة أحمد سالم ونور الهدى محمود المليجي وبشارة واكيم ودولت أبيض.

## قصة الفيلم
عزوز بيه (بشارة واكيم) كان يمتلك معمل حلاوة طحينية، تنتج اجود أنواع الحلاوة السمسية والحمصية، باعه وأنشأ مكانه معملا للأدوية، ينتج الأقراص والقطرة والششم والملح الإنجليزي، ويعمل لديه الدكتور صادق (محمود المليجي) الذي كان ينتج له الأقراص والقطرة، وربح من وراءه الكثير، فلم يكن عزوز يجيد القراءة والكتابة، وأقام صادق علاقة غرامية، مع ابنة عزوز بيه الدلوعة إلهام (لولا صدقي) والتي كانت متحررة أكثر من اللازم ولكن صادق كان يطمع في ثروة ابيها، حيث انه لا يمتلك سوى مرتبه، حتى إلتحق بالعمل في المعمل ابن الأثرياء الدكتور أحمد (أحمد سالم)، فحولت إلهام علاقتها بصادق، إلى علاقة جديدة مع أحمد، مما أوغر صدر صادق على أحمد، خصوصا وقد حول أحمد إتجاه المعمل، لإجراء أبحاث للوصول إلى دواء لعلاج السرطان، مما كلف المعمل الكثير، ولكن إشادة الدوائر العلمية بالأبحاث أثلجت صدر عزوز بيه، وتآمر صادق على الدكتور أحمد، خصوصا بعد إعلان خطبته على إلهام، وإستغل حضوره للمعمل ليلا، لأخذ بعض الأوراق، بعلم الجميع، ووضع مادة متفجرة في انابيب المعمل الخاصة بتجارب الدكتور أحمد، وشاهده فراش المعمل، عم متولى (حسن كامل) والذي كان يكرهه بشدة، وفي اليوم التالى إنفجرت الأنابيب في وجه أحمد، وفقد بصره. كان أحمد يعيش في بحبوحة من العيش، مع والدته أمينه هانم (دولت أبيض)، مريضة القلب، وخادمه الأمين بشير (محمد كامل) وخادمته النوبية حسنه (حسنه سليمان)، وفوجئ أحمد بابتعاد إلهام عنه، وتنكرها له، وإعادة علاقتها مع صادق، وكانت صدمته كبيرة، خصوصا بعد زواجها من صادق، وإضطرت أمينه هانم للاستعانة بالسكرتيرة نور (نور الهدى)، لتساعدها على تناول الدواء، وتساعد أحمد الذي فقد بصره، وتقرأ له وترعى شئونه العملية، وقد إضطرت نور لترك دراستها، بعد وفاة والدها، ولأنها تعيش بعيدا عن بقية أهلها، فقد طلبت منها أمينه هانم، الإقامة معهم في القصر، وإصطدمت نور بأحمد، الذي اخبرها ان الشفقة والرحمة والتسامح، علامات للضعف الإنساني، وان الإنسان لكى يعيش لا بد ان يدهس الآخرين، ولكن نور استطاعت ان تغير مفهوم أحمد عن المرأة، وإطمأن لها، خصوصا بعد ان وصف له بشير جمالها وقوامها وخفة دمها، وأحبها وبادلته الشعور، دون ان يصرح أحدهما للآخر بحبه، وجاء فراش المعمل متولى لزيارة أحمد، وأخبره بشكوكه في الحقود صادق، الذي ربما كان هو المتسبب بالحادث، وأرسل أحمد عدة خطابات من مجهول إلى صادق، يعلنه انه يعلم مافعله، ثم إستدعاه للقصر، ليسلمه أبحاث السرطان، ليستكملها بنفسه، وأوصى خادمه بشير بالدخول عليه، ومعه أحد تلك الخطابات، وطلب من صادق قراءتها له، ولكن صادق اخبره انه خطاب من جمعية خيرية، فعلم أحمد انه هو الفاعل، وأطلق عليه النار يريد قتله، ولكن طاشت رصاصاته، وهرب صادق، ولكن نور حاولت ان تقنع أحمد، ان الانتقام يصيب المنتقم، أكثر مما يصيب المنتقم منه، وبعد هدوء نفسه حاول توطيد علاقته مع نور، ولكنه سمع بالمصادفة حديثها مع رجل، يرسمان طريق مستقبلهما، ورغبتهما في العيش سويا مرة أخرى، وانه يبحث عن شقة تجمعهما، فظن انه حبيبها السابق، فعاد إلى نغمة كره النساء، والواقع ان حبيب نور، كان شقيقها مصطفى الذي كان يعالج في أحد المصحات من مرض صدرى، وخافت ان تخبر أحد بشأنه، لخوف الجميع من ذلك المرض، وقد شفى الآن ويريد ان يعيش مع أخته نور، وقرر أحمد السفر إلى لبنان لتغيير الهواء، برفقة خادمه بشير، وتغيب 3 شهور إنقطعت أخباره كلية، مما دعا نور للإتصال بسفارتنا في لبنان للسؤال عنه. بينما عانى صادق من تحكمات إلهام وإستهتارها بالحياة الزوجية، وكثرة تغيبها خارج المنزل، برفقة أصدقاءها من الشباب، وتصرفاتها الغير مسئولة، وكان صادق يشعر بالضعف والاستكانة، لاعتماده على ثروة ابيها، خصوصا وإن العصمة في يدها، وهو الشيء الذي كان مسار تهكم الجميع عليه. وعاد أحمد من الخارج ليصارح أمينه هانم انه كان في أمريكا، واجرى جراحة استرد بها بصره، وطلب منها تكتم الأمر، ليرى كيف يعامله الناس، وسارع لزيارة عم متولى في المعمل ليلا، ليستغل خلو المعمل، ويضع المواد المتفجرة، في أدوات الدكتور صادق، كما فعل معه، لكى يحقق انتقامه، وفي اليوم التالى شاهد نور مع حبيبها، الذي كان يخبرها بنجاحه في الحصول على شقة جديدة، وأخبرته انه شقيقها مصطفى، وشرحت له الظروف التي جعلتها تخفى ذلك عنه، فندم على سوء ظنه بها، واعتذر لها وأعلنها بحبه، وسألها ان كانت توافق على الزواج برجل اعمى، فلما وافقت، اخبرها بإسترداده لبصره، كما اخبرها انه بعد قليل سيتحقق انتقامه من صادق، ولكن نور رفضت تصرفه، وأعلنته بقطع علاقتها به، لو نفذ انتقامه، وأسرعت إلى المعمل لإنقاذ صادق فتبعها أحمد وانقذه، وأخبره انه يعلم انه السبب في فقدانه لبصره، وسمع الحديث عزوز بيه وابنته إلهام، وقام عزوز بطرد صادق من المعمل، كما طلقته إلهام، فشكرهما أحمد، وتزوج من نور.

## فريق العمل
إخراج: صلاح أبو سيف
تأليف:
- إبراهيم عبود (قصة)
- نجيب محفوظ (سيناريو)
- صلاح أبو سيف (سيناريو)
- السيد بدير (حوار)

طاقم العمل:
- أحمد سالم - "دكتور أحمد"
- نور الهدى - "نور"
- محمود المليجي - "صادق"
- بشارة واكيم - "عزوز بيه"
- دولت أبيض - "ام الدكتور أحمد"
- لولا صدقي - "إلهام"
- محمود السباع - "المحقق"
- محمد كامل - "الخادم بشير"
- حسن كامل - "متولى - فراش المعمل"
- ثريا فخري
- زكي إبراهيم

## روابط خارجية
- مقالات تستعمل روابط فنية بلا صلة مع ويكي بيانات